# Bertil Johansson (politiker)
Nils Bertil Magnus Johansson (i riksdagen kallad Johansson i Växjö och Johansson i Holstorp), född 2 augusti 1930 i Växjö landsförsamling, Kronobergs län, död 3 januari 2018 i Växjö domkyrkodistrikt, var en svensk lantbrukare och centerpartistisk politiker.
Johansson var ledamot av andra kammaren 1965–1970, samt ledamot av enkammarriksdagen från 1971, invald i Kronobergs läns valkrets. Han var även styrelseledamot i tidningsföreningen Växjöbladet.